# Herbigův–Harův objekt

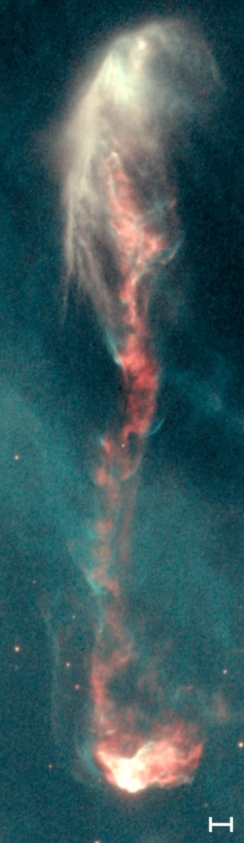
Herbigův–Harův objekt HH47 zobrazený Hubbleovým vesmírným dalekohledem. Úsek měřítka vpravo dole reprezentuje 1000 AU.

Herbigovy–Harovy objekty jsou malé mlhovinám podobné objekty, které vznikly v důsledku krátké, jen několik tisíc let trvající etapy života mladé hvězdy. Tvoří se, když hvězda z oblastí pólů vyvrhuje plyn s hmotností několika Zemí při rychlosti několika stovek kilometrů za sekundu rovnoběžně s rotační osou. Herbigovy–Harovy objekty se hojně vyskytují v oblastech tvorby hvězd a okolo jedné hvězdy je často možné vidět více než jeden tento objekt.
HH objekty jsou přechodným jevem trvajícím nanejvýš několik stovek roků. Viditelně se vyvíjejí v průběhu poměrně krátkých časových období, jak se pohybují dále od svojí mateřské hvězdy do oblaků plynu a mezihvězdného prostoru. Pozorování Hubbleova vesmírného dalekohledu odhalují komplexní vývoj HH objektů v průběhu několika let, některé jejich části tmavnou, zatímco jiné zesvětlávají v průběhu kolizí s koncentrovaným materiálem v mezihvězdném prostoru.
Objekty poprvé pozoroval ve druhé polovině 19. století Sherburne Wesley Burnham, ale až do čtyřicátých let 20. století nebyly rozpoznány jako samostatný typ emisní mlhoviny. První astronomové, kteří je podrobně zkoumali, byli George Herbig a Guillermo Haro, po nichž také získaly své jméno. Herbig a Haro pracovali nezávisle na studiích vzniku hvězd, když HH objekty poprvé analyzovali a zjistili, že jsou vedlejším produktem procesu tvorby hvězd.

## Objev a historie pozorovaní
První Herbigův–Harův objekt pozoroval v pozdním 19. století Burnham, když se díval na hvězdu T Tauri pomocí 36palcového refrakčního teleskopu na Lickově observatoři a všiml si malého útržku mlhoviny nedaleko. Tento objekt byl však katalogizován pouze jako emisní mlhovina, která se později stala známou jako Burnhamova mlhovina. Nedošlo tedy k zařazení do odlišné třídy objektů. Zjistilo se však, že T Tauri je velmi mladá a proměnná hvězda a je prototypem třídy podobných těles známých jako T Tauri hvězdy, které teprve dosáhnou stavu rovnováhy mezi gravitačním kolapsem a tvorbou energie jadernou fúzí v jádře.
Během padesáti let po Burnhamově objevu bylo objeveno několik podobných mlhovin, které byly tak malé, že téměř vypadaly jako hvězdy. Haro a Herbig provedli nezávislá pozorovaní několika těchto těles v průběhu čtyřicátých let 20. století. Herbig také pozoroval Burnhamovu mlhovinu a zjistil, že vyzařuje neobvyklé elektromagnetické spektrum s výraznými emisními čárami vodíku, síry a kyslíku. Haro zjistil, že všechny objekty tohoto typu jsou neviditelné v infračervené oblasti spektra.
Následně po jejich nezávislých objevech se Herbig a Haro setkali na astronomické konferenci v Tucsonu. Herbig zpočátku nepřikládal velký význam objektům, které objevil, protože se primárně zabýval blízkými hvězdami, ale když se dozvěděl o Harových zjištěních, provedl podrobnější studie. Sovětský astronom Viktor Ambarcumjan tělesa pojmenoval a na základě jejich výskytu v blízkosti mladých hvězd (starých několik stovek tisíc let) navrhl, že by mohly představovat rané stádium tvorby proměnných hvězd typu T Tauri.
Studie ukázaly, že HH objekty jsou vysoce ionizované a raní teoretici spekulovali, že mohou obsahovat horké hvězdy s vysokou svítivostí. Ale absence infračerveného záření z mlhovin znamenala, že v nich nemohly být hvězdy, protože tyto by hojně vyzařovaly infračervené světlo. Pozdější studie naznačovaly, že mlhoviny mohou obsahovat protohvězdy, ale nakonec byly HH objekty identifikovány jako materiál vyvržený blízkými mladými hvězdami, kolidující při nadzvukové rychlosti s mezihvězdným plynem, přičemž výsledné rázové vlny tvoří viditelné světlo.
V raných osmdesátých letech 20. století pozorování poprvé odhalila emisní podstatu většiny HH objektů. Toto vedlo k poznání, že vyvržený materiál HH objektů je koncentrován do úzkých emisních svazků. Hvězdy bývají často v průběhu několika prvních stovek tisíc let svojí existence obkroužené akrečními disky, které se tvoří tím, že do nich padá plyn. Rychlá rotace vnitřních častí těchto disků vede k emisi úzkých svazků částečně ionizovaného plazmatu kolmo na rovinu disku, které jsou známé jako polární výtrysky. Když tyto svazky kolidují s mezihvězdným plynem, jsou příčinou vzniku malých útržků světelného záření, které tvoří HH objekty.

## Fyzikální charakteristika

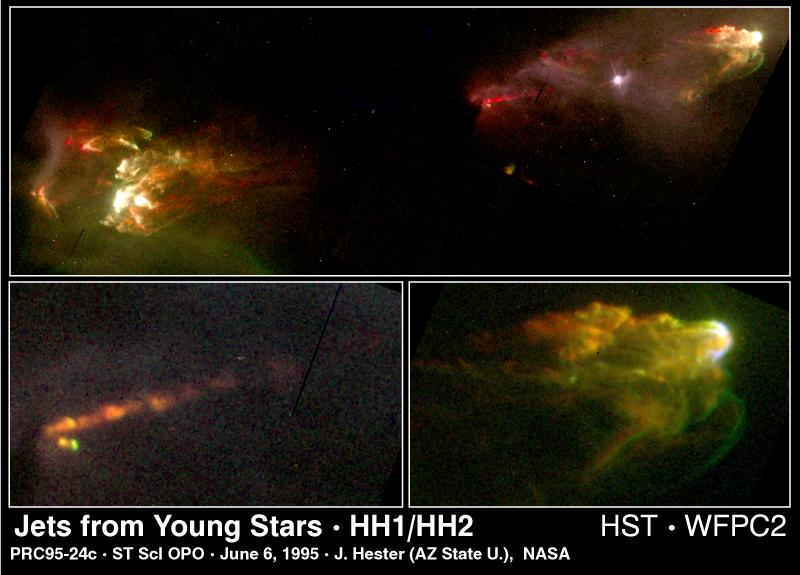
Objekty HH1 a HH2 zachyceny Hubblovým teleskopem.

Emise z HH objektů je způsobena rázovými vlnami, které vznikají kolizí s mezihvězdným plynem, ale jejich pohyby jsou složité. Spektroskopická pozorovaní jejich Dopplerova posunu hovoří o rychlosti několika stovek kilometrů za hodinu, ale emisní čáry spektra HH objektů jsou příliš slabé na to, aby mohly být vytvořené při kolizích o tak vysoké rychlostí. To pravděpodobně znamená, že nějaký z materiálů, se kterým kolidují, se také pohybuje směrem pryč, ale nižší rychlostí.
Celková vyvržená hmota typického HH objektu se odhaduje na 1–20 hmotností Země, což je velmi malé množství materiálu v porovnaní se samotnou hmotou hvězdy. Teploty pozorované v HH objektech jsou typicky okolo 8 000 – 12 000 K, podobně jako teploty jiných ionizovaných mlhovin jako Oblast H II a planetární mlhoviny. Obvykle jsou celkem husté s hustotou od několika tisíc do několika desítek tisíc částic na cm3, v porovnaní s průměrnou hustotou 1 000/cm3 v oblastech H II a planetárních mlhovinách. HH objekty se skládají převážně z vodíku a hélia, které tvoří 75 % a 25 % jejich hmotnosti. Méně než 1 % hmotnosti HH objektů je tvořeno těžšími chemickými prvky, jejichž množství je podobné jako u mladých hvězd.
V blízkosti zdrojové hvězdy je v HH objektech kolem 20 – 30 % ionizovaného plynu, ale tento poměr se snižuje nepřímo úměrně se vzdáleností. To znamená, že materiál je ionizovaný v polárních výtryscích a rekombinuje se pohybem od hvězdy, namísto aby byl ionizovaný při pozdějších kolizích. Nárazy na konci trysky však mohou znova ionizovat část materiálu, což se projevuje jako světlé „čepičky“ na konci trysek.

## Množství a rozložení
Dnes je známo více než 400 jednotlivých HH objektů nebo jejich skupin. Jsou převážně přítomny v oblastech tvorby hvězd a často se vyskytují ve velkých skupinách. Obvykle je možné je pozorovat blízko Bokovy globule (temná mlhovina obsahující velmi mladé hvězdy) a často z nich září. Často je také možné pozorovat několik HH objektů tvořících řetězec poblíž polární osy rodičovské hvězdy.
Počet známých HH objektů se v posledních letech rychle zvyšuje, ale stále je považován za velmi malý v porovnaní s celkovým počtem hvězd v Galaxii. Odhady hovoří o počtu do 150 000, z čehož většina je příliš daleko, aby byly rozlišitelné při technických schopnostech současných dalekohledů. Většina HH objektů leží do 1/2 parseku od svojí mateřské hvězdy, jen velmi málo jich je vzdálených jeden parsek. Některé jsou však viditelné ve vzdálenosti několika parseků, což by mohlo naznačovat, že mezihvězdný prostor v jejich blízkosti není velmi hustý a to jim umožňuje cestovat dále od zdroje předtím, než se rozptýlí.

## Vlastní pohyb a variabilita
Spektroskopická pozorovaní HH objektů ukazují, že se pohybují od mateřských hvězd rychlostmi přibližně 100 km/s. V posledních letech pozorování při vysokém optickém rozlišení Hubbleova vesmírného teleskopu odhalily vlastní pohyb mnoha HH objektů pozorovaných v odstupu několika let. Tato pozorování též umožnila odhad vzdálenosti několika HH objektů pomocí metody expanzívní paralaxy.
Při svém pohybu od mateřské hvězdy se HH objekty výrazně vyvíjejí a jejich jasnost se v průběhu několika let mění. Jednotlivé uzly v rámci objektu mohou zvyšovat nebo snižovat jas nebo se dokonce úplně ztratit, zatímco se objevují nové uzly.
Erupce výtrysků z rodičovské hvězdy nastávají dříve v pulzech než ve stabilním proudě. Pulzy mohou tvořit výtrysky plynu pohybující se stejným směrem, ale různými rychlostmi a interakce mezi různými tryskami vytvářejí tzv. „pracovní povrchy“, kde se setkávají proudy plynů a tvoří nové rázové vlny.

## Mateřské hvězdy
Hvězdy stojící v pozadí tvorby Herbigových–Harových objektů jsou všechny velmi mladé, nejmladší z nich jsou ještě protohvězdy v procesu formování se z okolního plynu. Astronomové dělí tyto hvězdy do tříd 0, I, II a III, podle množství vyzařovaného infračerveného záření. Větší množství infračerveného záření znamená větší množství horkého materiálu obklopujícího hvězdu, což naznačuje, že se stále sráží. Třídy jsou číslované, protože objekty třídy 0 (nejmladší) ještě nebyly objeveny, zatímco třídy I, II a III už byly definovány.
Objekty třídy 0 jsou staré pouze několik tisíc let, tak mladé, že v jejich jádrech ještě nenastala jaderná fúze. Namísto toho jejich energie pochází pouze z gravitačního potenciálu, která se uvolňuje, když do nich padá materiál. Jaderná fúze již začala v jádrech objektů třídy I, ale plyn a prach ještě stále padají na jejich povrch z okolní mlhoviny. Jsou stále zahalené v hustých oblacích prachu a plynu, které zakrývají všechno jejich viditelné světlo a způsobují, že jsou pozorovatelné pouze na infračervených a rádiových frekvencích. Padání plynu a prachu už do velké míry ustalo v objektech třídy II, ale ještě stále je obklopuje disk plynu a prachu, zatímco objekty třídy III mají už pouze stopové množství původního akrečního disku.
Studie ukázaly, že okolo 80 % hvězd, které produkují HH objekty, jsou ve skutečnosti dvojhvězdy anebo vícenásobné hvězdné systémy (dvě anebo více hvězd navzájem se obíhajících), což je mnohem vyšší poměr než se vyskytuje u hvězd hlavní posloupnosti s nižšími hmotnostmi. To může naznačovat, že binární systémy mají větší pravděpodobnost výtrysků tvořících HH objekty, a důkazy nasvědčují, že největší HH objekty se mohou tvořit při dezintegraci několika systémů. Předpokládá se, že většina hvězd vzniká formou vícenásobného systému, ale že větší část se rozbije předtím než dosáhnou hlavní posloupnosti gravitačními interakcemi s blízkými hvězdami a hustými oblaky plynu.